# Căpâlnița
Căpâlnița là một xã thuộc hạt Harghita, România. Dân số thời điểm năm 2002 là 1983 người.